# مدرسة هرو
مدرسة هرو (/ˈhæroʊ/) هي مدرسة مستقلة للبنين في هارو، لندن، إنجلترا. تأسست المدرسة في 1572 من قبل جون ليون بموجب امتياز ملكي من الملكة إليزابيث الأولى. لدى هارو ثلاثة فصول دراسية في العام الدراسي (2017/18). هارو هي خامس أغلى مدرسة داخلية في مؤتمر مُدراء ومديرات المدارس. لقد جعلها تاريخ هارو وثروتها وتأثيرها واحدة من أعرق المدارس في العالم.
يبلغ عدد الملتحقين بالمدرسة 829 فتى يقيمون جميعًا بدوام كامل في اثني عشر دارًا داخلي. لا تزال واحدة من أربع مدارس للبنين كاملة في بريطانيا، والآخرون هم إيتون ورادلي ووينشستر. يشمل زي هارو بدلات الصباح وقبعات القش وقبعات عالية وعصا مشي. تضم خريجيها ثمانية رؤساء وزراء بريطانيين أو هنديين سابقين (بما في ذلك بيل ولورد بالمرستون وستانلي بلدوين وونستون تشرشل وجواهر لال نهرو)، وسياسيون أجانب، وأعضاء سابقون وحاليون في مجلسي البرلمان البريطاني، وخمسة ملوك وعدة أعضاء آخرين من عائلات ملكية مختلفة، وثلاثة الفائزون بجائزة نوبل، عشرون من حملة صليب فيكتوريا وواحد من حملة صليب جورج، الفائزون بجائزة الأوسكار وبافتا والعديد من الشخصيات البارزة في الفنون والعلوم.

## وصلات خارجية
- الموقع الرسمي
- Harrow School Archives
- "Harrow" . The New Student's Reference Work . 1914. {{استشهاد بموسوعة}}: يحتوي الاستشهاد على وسيط غير معروف وفارغs: |HIDE_PARAMETER10=، |HIDE_PARAMETER4=، |HIDE_PARAMETER2=، |HIDE_PARAMETER11=، |HIDE_PARAMETER13=، |HIDE_PARAMETER8=، |HIDE_PARAMETER9=، |HIDE_PARAMETER5=، |HIDE_PARAMETER1=، |HIDE_PARAMETER3=، |HIDE_PARAMETER7=، |HIDE_PARAMETER6=، و|HIDE_PARAMETER12= (مساعدة)